# Epipogiinae
Epipogiinae, podtribus  orhideja iz potporodice Epidendroideae, dio tribusa Nervilieae. Sastoji se od tri roda raširenih uglavnom po Euroaziji.

## Rodovi
1. Epipogium Borkh.
2. Silvorchis J.J.Sm.
3. Stereosandra Blume

## Vanjske poveznice
|  | Wikivrste imaju podatke o taksonu Epipogiinae |